# Ángel Lería
Ángel Lería Martín conocido como Ángel Lería (Barcelona España, 12 de febrero de 1968 ) es un torero español.

## Biografía
Hermano del también torero Manolo Martín. Estoqueó su primer becerro en Vinaroz (Castellón) el 11 de junio de 1981, vestido con traje corto y alternando con el murciano Manolo Cascales y el madrileño Curro Mora, con novillos de la divisa salmantina Matías Bernardos. Ese mismo año viste por primera vez de luces en una novillada sin picadores en Esplugues de Llobregat (Barcelona)  y el 13 de diciembre del mismo, actúa en la Monumental de Barcelona en una cuadrilla de niños toreros catalanes junto a Miguel Marcos, César Pérez, Pepín Monje y Juan España “Españita”. Junto a los nombrados, intervino en un buen número de becerradas por la periferia de Barcelona en 1982 y al año siguiente se anuncia en festejos sin picadores en una plaza portátil que se instalaba en lugares como: Hospitalet, El Prat de Llobregat, Cornellá, Viladecans, etc. El 6 de abril de 1984 se presenta con picadores en Barcelona, alternando con Lucio Sandín y Álvaro Amores, con novillos de Juan Andrés Garzón, dando una vuelta en su primero y cortando una oreja en su segundo. Se despidió del escalafón novilleril en Éibar (Guipúzcoa) el 25 de junio de 1990.
El 12 de agosto de 1990 tomó la alternativa de manos de Víctor Mendes y en presencia de José Miguel Arroyo, Joselito con toros de la ganadería de Río Grande. En los años siguientes sumó un número escaso de festejos, y finalmente en 1995 toreó en Barcelona su última corrida, alternando con Cristo González y El Tato, siendo ovacionado en los dos toros de la ganadería de El Sierro.
Desde su retirada del mundo del toro ejerce como abogado en Barcelona.